# 杜仲藤属
杜仲藤属（学名：Parabarium）是夹竹桃科下的一个属，为攀援状灌木植物。该属共有约20种，分布于亚洲热带和亚热带地区。